# European Quality Improvement System
Het European Quality Improvement System, afgekort EQUIS, is een accreditatiesysteem voor scholen dat los staat van enig overheidstoezicht. Het is gespecialiseerd in de voortgezette opleidingen in management en bedrijfsbeheer, en wordt beheerd door de European Foundation for Management Development.
In februari 2007 werden door EQUIS 105 businessschools in 31 landen geaccrediteerd. Dit aantal groeide verder tot 155 in 40 landen in oktober 2015, in 2023 waren wereldwijd al 221 businessschools erkend in 45 landen, waarvan 118 instellingen in Europa. Hierbij zijn onder andere volgende instellingen:

## België
- HEC Liège - Management School, Université de Liège (3-jarige accreditatie)
- Faculty of Economics and Business, KU Leuven (5-jarige accreditatie)
- Solvay Brussels School of Economics and Management, Université libre de Bruxelles (5-jarige accreditatie)
- IAG Louvain, Université catholique de Louvain (5-jarige accreditatie)
- Faculty of Business and Economics, Universiteit Antwerpen (3-jarige accreditatie)
- Vlerick Business School (5-jarige accreditatie)

## Nederland
- School of Business and Economics, Universiteit Maastricht (5-jarige accreditatie)
- Nyenrode Business Universiteit (3-jarige accreditatie)
- Rotterdam School of Management, Erasmus Universiteit Rotterdam (5-jarige accreditatie)
- Faculty of Economics and Business, Universiteit van Amsterdam (5-jarige accreditatie)
- Faculty of Economics and Business, Rijksuniversiteit Groningen (3-jarige accreditatie)
- School of Business and Economics, Vrije Universiteit Amsterdam (3-jarige accreditatie)